# Marisleisys Duarthe
Marisleisys Duarthe (* 17. September 2000) ist eine kubanische Speerwerferin.

## Sportliche Laufbahn
Erste internationale Erfahrungen sammelte Marisleisys Duarthe 2016 bei den U20-Weltmeisterschaften in Bydgoszcz, bei denen sie mit einer Weite von 51,46 m den neunten Platz belegte. Im Jahr darauf siegte sie bei den U18-Weltmeisterschaften in Nairobi mit dem 500 g schweren Speer mit einem Wurf auf 62,92 m, was einen neuen Meisterschaftsrekord bedeutete.
2016 wurde Duarthe kubanische Meisterin im Speerwurf.